# Adolf von Schaden

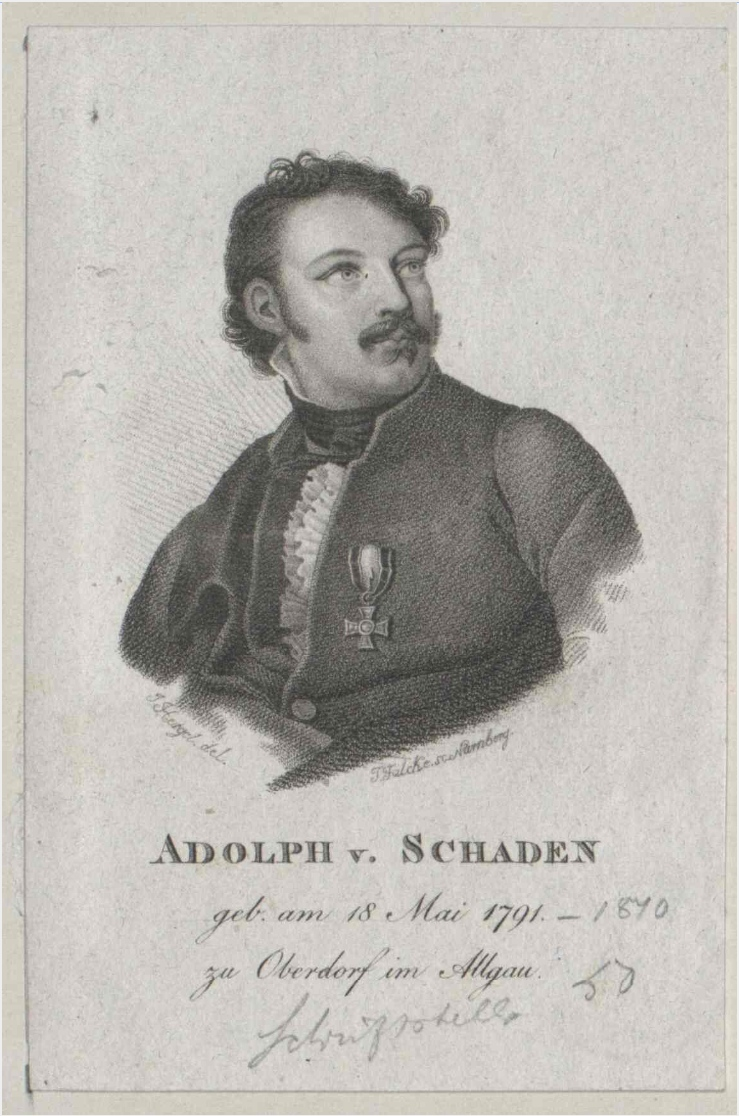
Adolf von Schaden

Adolf von Schaden (* 18. Mai 1791 in Marktoberdorf; † 30. Mai 1840 in München; auch Johann Nepomuk Adolf von Schaden sowie Adolph von Schaden) war ein deutscher Schriftsteller, Maler und Journalist sowie Offizier.

## Leben

### Offizier
Adolf von Schaden wurde in Marktoberdorf als Sohn des kurfürstlich-trierschen und fürstbischöflich-augsburgischen Hofraths und Pflegeverwalters von Schaden geboren. Er verlor früh seine Eltern, besuchte das Gymnasium in Dillingen an der Donau und meldete sich 1806 als Freiwilliger zur bayerischen Artillerie. Eine schwere Unfallverletzung durch Pferdetritte im Jahr 1806, von der er sich erst zwei Jahre danach einigermaßen erholte, unterbrach seine Militärkarriere. Er arbeitete in dieser Zeit im Zivildienst in der damaligen königlichen Ministerialsection der Stiftungen und Communen in München. Wieder beim Militär, brachte er es zum Inspectionsofficier und Adjutant im königlichen Cadettencorps und schließlich zum Platzadjutant in Lindau und Kempten. 1815 war er Adjutant des Hauptreserveparkes der bairischen Armee in Frankreich und schied nach Beendigung des Krieges im Rang eines Oberleutnants aus dem Militärdienst aus.

### Schriftsteller
Adolf von Schaden nahm als Gasthörer an Vorlesungen von Hochschulen in Leipzig und Berlin teil und versuchte sich dann als Bühnenautor. Seine Dramen Theodor Körner’s Tod (1817), Schill oder die Bestürmung Stralsunds (1818), Aurelius Kommodus und die Königin von Saba (1823), Das Requiem oder Mozarts Tod (1823), Die beiden Dorotheen (1824) wurden jedoch nie aufgeführt. Die Fachwelt nimmt an, dass die beiden Parodien Grillparzer’scher Stücke Die Ahnfrau (1819) und Die moderne Sappho (1819) auch gar nicht dazu bestimmt waren.
In den Jahren 1821 bis 1822 wechselte sein Aufenthalt zwischen Dresden, Prag und Wien. Schließlich blieb er dauerhaft in München und arbeitete vorübergehend in der zivilen Verwaltung, war dann aber hauptsächlich als Schriftsteller dort tätig.
Er bemühte sich, mit Romanen seinem Vorbild Julius von Voß (1768–1832) nachzueifern. Der ebenfalls aus einer adligen Familie stammende Voß hatte wie Schaden eine militärische Karriere begonnen, war aber enttäuscht ausgeschieden und hatte sich als erfolgreicher Schriftsteller etabliert. Sie verfassten einige gemeinsame Arbeiten, bevor von Schaden dieses Genre mangels ausreichendem Talent aufgeben musste.
Schließlich beschäftigte er sich mit ganzer Kraft und Erfolg mit dem Verfassen von Reisehandbüchern, topographischen, statistischen und historischen Werken. Hierbei ist auf die fruchtbare Zusammenarbeit mit dem bayerischen Lithographen Gustav Kraus, dem „Bildberichterstatters der Biedermeierzeit“ (Eugen Roth), hinzuweisen, der ab 1825 zu den Reiseführern von Adolph von Schaden Bilder mit topografische Genauigkeit mit künstlerischer Qualität beisteuerte.

## Veröffentlichungen
- Die Deutschen Emigranten. Schmidt, Boston 1818
- Europa’s Auswanderer, eine verwilderte Skizze zur Karakteristik der verwilderten Zeit in einer freien Versart als Gegenstück zu den Deutschen Emigranten. Schmidt, Boston 1819
- Die Ahnfrau. Ein musikalisches Quodlibet tragikomischer Natur. Maurer, Berlin 1819
- Die moderne Sappho, ein musikalisch-dramatisches Durcheinander ohne Sinn und ohne Verstand. Leipzig 1819
- Die Spanische Johanna. Ein Original-Roman, als Gegenstück zum deutschen Don Juan. Schüppel, Berlin 1820
- Unentbehrliches Taschenbuch für Fremde oder Neueste Beschreibung der Stadt Dresden und ihrer Merkwürdigkeiten. Hilscher, Dresden 1821
- Julius von Voß und Adolph von Schaden: Düster und munter! Kollmann, Leipzig 1821
- Julius von Voß und Adolph von Schaden: Theaterpossen nach dem Leben. Band 1, Petri, Berlin 1821
- Katersprung von Berlin über Leipzig nach Dresden. Schlieder, Dessau 1821. Digitalisiert von: Zentral- und Landesbibliothek Berlin, 2013. URN urn:nbn:de:kobv:109-1-8422896
- Kritischer Bocksprung von Dresden nach Prag. Müller, Schneeberg 1822
- Berlins Licht- und Schattenseiten. Schlieder, Dessau 1822. Digitalisiert von: Zentral- und Landesbibliothek Berlin, 2013. URN urn:nbn:de:kobv:109-1-9236420
- Meister Fuchs; oder humoristischer Spaziergang von Prag über Wien und Linz nach Passau. Schlieder, Dessau [1823]
- Topographisch=Statistisches Handbuch für den Isarkreis des Königreichs Baiern, gedruckt und verlegt auf Kosten der Königl. Regierung des Isarkreises, München 1825 (Digitalisat).
- Alphabetisches Verzeichniß sämmtlicher im Isarkreise gelegenen Städte, Märkte, Dörfer, Weiler, Einöden usw. (Als Anhang zu dem topographisch=statistischen Handbuche für den Isarkreis des Königreichs Baiern, Digitalisat), München 1825 (Digitalisat)
- Topographisch-Statistisches Taschenbuch für Fremde und Einheimische oder Neueste kurzgefaßte Beschreibung der Haupt- und Residenzstadt München, ihrer Merkwürdigkeiten und Umgebungen. Lindauer, München 1825
- Die beiden Dorotheen: Originallustspiel. Lindauer, München 1825
- Phantasiestücke und Schwänke in des sammetnen und drolligen Breughels Manier. Kollmann, Leipzig 1825
- Mozarts Tod. Ein Original-Trauerspiel. Jenisch und Stage, Augsburg und Leipzig 1825
- Jäckele und Jakobine, oder die Reise nach München zur Eröffnung des neuerbauten Hof- und National-Theaters. Jenisch und Stage, Augsburg und Leipzig 1826
- Der Stammbaum in der Klemme. Jenisch und Stage, Augsburg und Leipzig 1827
- Skizzen in der Manier des seligen A. G. Meissner. Band 2, Jenisch und Stage, Augsburg und Leipzig 1828
- Dr. Martin Luthers geheimnißvolle Reisen von Augsburg in’s Augustiner-Kloster nach Mindelheim im Jahre 1518. Historische Original-Novelle. Brodhag, Stuttgart 1830
- Blutsverwandten. Ein Seitenstücfk zu Goethes Wahlverwandtschaften; Romantisches Zeitgemälde. Nebst einem Anhange: Die Pagodenburg vom seligen Berliner E. T. A. Hoffmann. München, Palm, 1831.
- Die Franzosen in Algier und die Pariser Revolution im Jahre 1830. Historisch-romantisches Original-Gemälde. Lindauer, München 1831
- Kurzgefaßte Erzählungen eines Großvaters aus der bayerischen Geschichte. Band 2, Lindauer, München 1832
- Die historischen Fresken unter den Arkaden des Hofgartens zu München. Lindauer, München [1832]
- Die neuen landschaftlichen Fresken unter den Arkaden des Hofgartens zu München. Lindauer, München 1832
- Kurzgefaßte Beschreibung des Starnberger-Sees seiner Ufer und Umgebungen. Lindauer, München [1832]
- Der Bayer in Griechenland, ein Handbuch für Alle, welche nach Hellas zu ziehen gedenken, oder dasselbe in jeder Beziehung näher kennen zu lernen wünschen. Lindauer, München 1833
- Neueste humoristisch-topographisch-statistische Beschreibung der Haupt- und Residenzstadt München und deren Umgebungen. Lindauer, München 1833
- Vollständiges Handbuch für Reisende durch die gesammte Schweiz. Lindauer, München 1834
- Gelehrtes München im Jahre 1834. Rösl, München 1834
- Adolphe de Schaden: Nouveau Guide des étrangers dans Munich et ses environs. Lindauer, Munich 1835
- München wie es trinkt und ißt, wie es lacht und küßt. Heft 1, Franz, München 1835
- Geographisch-topographisch-statistisches Tableau des Königreichs Bayern. Franz, München 1835
- Geographisch-statistisch-comparatives Original-Tableau der gesammten europäischen Staaten. Lindauer, München [1835]
- Artistisches München im Jahre 1835. A. Weber’sche Buchhandlung, München 1836
- Taschenbuch für Reisende durch Bayerns und Tyrols Hochlande. Lindauer, München 1836
- Handbuch für alle Stände. Band 2, Lindauer, München 1837
- Neueste Beschreibung der Haupt- und Residenzstadt München und deren Umgegend. Lindauer, München 1837
- Neuester Wegweiser durch die Haupt- und Residenzstadt München und deren Umgebungen. Lindauer, München 1838
- Sentimentale und humoristische Rückblicke auf mein viel bewegtes Leben. Leipzig 1838
- Geschichte der Erbauung, Vollendung, Ausschmückung und Einweihung der neuen Pfarrkirche in der Vorstadt Au. Deschler, 1839
- Zwanzig neu aufgenommene bildliche Darstellungen der vorzüglichsten Gebäude, Strassen und öffentlichen Plätze der Königlichen Bayerischen Haupt- und Residenzstadt München. 3. Auflage, Lindauer, München [1850]